# Unabhängiger Abfüller
Unabhängige Abfüller von Single Malt Whisky sind Betriebe, die nicht unbedingt eigenen Whisky herstellen, sondern einzelne Fässer von Destillerien erwerben, die sie später unter ihrem eigenen Namen abfüllen. Meist darf bei diesen Abfüllungen auch der Name der ursprünglichen Destillerie auf dem Label erwähnt werden.

## Geschichte
Der wohl älteste unabhängige Abfüllbetrieb ist die schottische Firma Cadenhead’s, die im Jahr 1842 durch William Cadenhead in Aberdeen gegründet wurde. Allerdings war es bis Mitte des 19. Jahrhunderts durchaus üblich, dass Destillerien einzelne Fässer an Whiskyhändler verkauften – sei es im Direktverkauf oder durch Makler – die dann den Whisky, oft frisch vom Fass, für ihre Kunden abfüllten. Erst danach entdeckten die großen Destillerien das Verfahren des Blending, und der Scotch Whisky begann zunächst in Großbritannien und dann international bekannt zu werden.
In den 1930er und 1940er Jahren legte der unabhängige Abfüller Gordon & MacPhail unter John Urquhart umfangreichere Vorräte an ausgesuchten Malt Whiskys an und führte dann auch die „Connoisseurs Choice Malt Whisky“-Serie ein. Dies geschah zu einem Zeitpunkt, als der Trend eindeutig zu Blended Scotch ging und nur wenige Destillerien ihre Single Malt Whiskys überhaupt als solche verkauften.
Bis in die 1960er beherrschten Blended Scotch Whiskys den Markt. Erst durch eine große Werbekampagne von Glenfiddich in den 1960er Jahren entstand langsam eine vermehrte Nachfrage nach Single Malt Whiskys. Folglich begannen nun die Destillerien verstärkt, Single-Malt-Abfüllungen auf dem Markt anzubieten. Die Destillerien legten dann hohen Wert auf Kontinuität ihrer offerierten zehn-, zwölf- oder 18-jährigen Malts.
Hier setzten nun die unabhängigen Abfüller (so genannte Independents) an. Mit ihrem Fachverstand erwarben sie bei den Destillerien einzelne, ausgesuchte Fässer und entschieden nun selbst, wie lange sie den Whisky im Fass reifen lassen. Auch Art und Ort der Lagerung – beides beeinflusst das spätere Produkt – liegen in ihrer eigenen Entscheidung. Die Standards der Destillerien spielten bei ihnen keine Rolle, vielmehr entscheidet der unabhängige Abfüller nach eigenem Gefühl und seiner Erfahrung, wann die Zeit reif ist und der Whisky abgefüllt und angeboten werden kann.

## Bedeutung
Bedeutsam ist die Philosophie der unabhängigen Abfüller, ein einzelnes Fass so lange ruhen zu lassen, bis der darin gelagerte Whisky seinen optimalen Reifezeitpunkt erreicht hat und es erst dann abzufüllen. So genannte Einzelfassabfüllungen, ein Produkt mit höchst möglicher Individualität also, gab es daher auch zunächst nur im Angebot der Independents, während die kommerziellen Abfüllungen der Destillerien (so genannte Originalabfüllungen) eher auf den Wiedererkennungswert ihrer Standardabfüllungen beim Verbraucher ausgerichtet sind. Ein Whisky eines Originalabfüllers, der einem Kunden vor 10 Jahren geschmeckt hat, soll ihm heute noch genauso schmecken.
Außerdem werden die Whiskys der Independents – entgegen den Standards der Originalabfüller – oftmals in unterschiedlichen Alkoholstärken abgefüllt. Auch hier weichen sie von den Standards der Originalabfüller ab, die ihre Whiskys in aller Regel immer mit gleich bleibender Alkoholstärke anbieten. Meist sind diese Whiskys zudem nicht kühlgefiltert oder mit dem Farbstoff Zuckercouleur versehen, das heißt, dass sie möglichst natürlich und unverändert angeboten werden. Diese Whiskys erscheinen dann heller als die mit einem Zusatzstoff dunkel gefärbten Produkte der Originalabfüller, die diese Nachfärbung mit dem Kundenwunsch nach größtmöglicher Kontinuität, nicht nur im Geschmack, sondern auch in der Optik, erklären. Kenner vermuten aber, dass ein so behandelter Whisky auch ein höheres Alter und eine bessere Qualität vortäuschen soll.
Unabhängige Abfüller waren die ersten, die Whiskys zur Nachreifung in ehemalige Portwein-, Rum-, Sauternes- oder Sherryfässer füllten, um zu erkunden, wie sich diese Fasshölzer auf den Geschmack der Malt Whiskys auswirkten. Da diese Experimente positiv verliefen und die so gewonnenen Whiskys durchaus dem Kundengeschmack entsprachen und nachgefragt wurden, werden Nachreifungen in Fremdfässern längst auch durch die Destillerien selbst angeboten.

## Besonderheiten
Es sind mehrere Besonderheiten, die die Whiskys der unabhängigen Abfüller für den Interessierten attraktiv machen: zum einen die Chance, einen Malt Whisky zu probieren, der sich im Alter von dem der Originalabfüller unterscheidet; ferner aber auch die Möglichkeit, einen Whisky von einer Destillerie zu erhalten, die selbst keine Single Malt Whiskys abfüllt, sondern nur die Blender bedient.
Nicht zuletzt dank der Independents erhält der Verbraucher auch die Chance, einen Single Malt Whisky einer Destille erwerben zu können, die längst geschlossen ist, stillgelegt wurde oder gar bereits abgerissen ist.
Außerdem stellen die oft in ihrer Anzahl begrenzten Abfüllungen der Independents für den Whisky-Sammler ein interessantes Feld dar.
Schlussendlich kann man von einzelnen unabhängigen Abfüllern auch rare Abfüllungen erhalten, die weit über die normale Zeit im Fass verbracht haben.

## Abfüller

### Schottische Abfüller (Auswahl)
- Adelphi Selection
- Berry Brothers & Rudd
- Blackadder
- Douglas Laing & Co. Ltd.
- Duncan Taylor & Co. Ltd.
- Elixir Distillers (Port Askaig, Elements of Islay)
- Gordon & MacPhail
- Hart Brothers Ltd.
- Ian MacLeod Distillers Ltd.
- James MacArthur & Co. Ltd.
- Murray McDavid Ltd.
- Scotch Malt Whisky Society (SMWS)
- Signatory Vintage Scotch Whisky Co.
- The Vintage Malt Whisky Co. Ltd. (z. B. The Cooper’s Choice, The Cooper’s Choice Golden Grains, Finlaggan, The Ileach)
- William Cadenhead Ltd.
- Wilson & Morgan

### Deutsche Abfüller
- 82 Chapters to Newcastle
- Anam na h-Alba
- Best Dram - Finest Whisky Flavours
- Brothers In MalT
- Jack Wiebers Whisky World
- Malts of ScotlanD
- Sansibar Whisky
- Scotch Single Malt Circle (SSMC)
- Scotch Universe
- The Caskhound
- The Whisky Agency
- The Whisky Warehouse No.8 (Warehouse Collection, Braon Peat)
- Whic
- Whisky Doris

### Niederländische Abfüller
- Van Wees (The Ultimate Single Malt Scotch Whisky Selection)

### Schweizer Abfüller
- Caora GmbH (Olten SO)
- Hauptstross 100 (Ziefen BL)

### Österreichische Abfüller
- Single Cask Collection GmbH (Wels)